# Sametová kniha
Sametová kniha (rusky Бархатная книга) je někdejší oficiální genealogický seznam nejvýznamnějších rodů Ruska. Kniha je vázána v červeném sametu, odtud pochází její název.

## Historie
Seznam a kniha byly sestaveny v době panování carevny Žofie Alexejevny (1682–1687), poté, co car Fjodor III. Alexejevič zrušil starý system hodností (městničestvo) a všechny dosavadní staré knihy rodokmenů byly spáleny, aby se předešlo sporům mezi znepřátelenými rodovými klany.
Sametová kniha obsahuj starý genealogický seznam z roku 1555 (Gosudarev rodoslověc) obsahující rodokmeny knížecích rodů Rurikovců a Gediminovců. Významný dodatek obsahuje a set of rodokmenů vyhotovil by the neknížecích šlechtických rodů na základě jejich rodových záznamů. Jelikož v té době bylo žádoucí mít v pokrevním příbuzenstvu předky přistěhovalé ze zahraniční, je zde uvedeno značné množství mytických rodokmenů.
Sametová kniha byla poprvé vytištěna v roce 1787 na Moskevské univerzitě, vydání vyhotovil Nikolaj Ivanovič Novikov. Úplný seznam rodů zapsaných v Sametové knize je uveden v hesla Seznam šlechtických rodů uvedených v Sametové knize. 